# Saint-Ferréol (Haute-Savoie)
Saint-Ferréol ist eine französische Gemeinde im Département Haute-Savoie in der Region Auvergne-Rhône-Alpes.

## Geographie
Saint-Ferréol liegt auf 517 m, nördlich von Faverges, etwa 13 Kilometer nordnordwestlich der Stadt Albertville (Luftlinie). Das ehemalige Bauerndorf erstreckt sich am nördlichen Rand der breiten Talfurche von Faverges, welche die Bornes-Alpen im Norden vom Massiv der Bauges im Süden trennt, am Eingang in den oberen Teil des Tales der Chaise, am Südfuß des Massivs der Tournette.
Die Fläche des 16,79 km² großen Gemeindegebiets umfasst einen Abschnitt der Savoyer Alpen. Die südliche Grenze liegt inmitten der hier fast drei km breiten Talfurche, die sich vom Lac d’Annecy bis nach Ugine erstreckt und von den eiszeitlichen Gletschern geschaffen wurde. Bei Saint-Ferréol zeichnet die Chaise einen markanten Bogen. Sie umfließt von Osten her kommend in einem tief eingeschnittenen Tal den Bergrücken des Col de l’Epine, tritt beim Dorf in die Talsenke hinaus und wendet sich nun wieder nach Osten, um sich bei Ugine mit dem Arly zu vereinigen. Im Norden erstreckt sich das Gemeindeareal auf den Berggrat des Arclosan (nach Süden ausgreifender Grat der Tournette) mit den Gipfeln von Pointe de Chauriande (1801 m), Crêt des Mouches (2032 m) und Pointe de la Beccaz (mit 2041 m die höchste Erhebung von Saint-Ferréol).
Zu Saint-Ferréol gehören neben dem eigentlichen Ortskern weitere Weilersiedlungen und Gehöfte, darunter:
- La Côte (640 m) am westlichen Talhang der Chaise
- Les Combes (800 m) am westlichen Talhang der Chaise
- Nantbellet (975 m) auf einem kleinen Plateau auf dem Bergrücken des Col de l’Epine

Nachbargemeinden von Saint-Ferréol sind
- Serraval im Norden,
- Val-de-Chaise mit Marlens im Osten und Cons-Sainte-Colombe im Süden,
- Faverges-Seythenex mit Faverges im Süden,
- Talloires-Montmin im Westen.

## Geschichte
Das Gemeindegebiet von Saint-Ferréol war bereits in vorchristlicher Zeit und während der Römerzeit besiedelt.
Erstmals wird der Ort im 12. Jahrhundert urkundlich erwähnt. Früher wurden bei Saint-Ferréol Kupfer- und Kohleminen ausgebeutet.

## Bevölkerung
| Jahr                       | 1962 | 1968 | 1975 | 1982 | 1990 | 1999 | 2012 | 2020 |
| Einwohner                  | 507  | 593  | 641  | 646  | 758  | 798  | 818  | 897  |
| Quellen: Cassini und INSEE |      |      |      |      |      |      |      |      |

Mit 882 Einwohnern (Stand 1. Januar 2022) gehört Saint-Ferréol zu den kleinen Gemeinden des Départements Haute-Savoie. Im Verlauf des 19. und 20. Jahrhunderts nahm die Einwohnerzahl aufgrund starker Abwanderung kontinuierlich ab (1861 wurden in Saint-Ferréol noch 838 Einwohner gezählt). Seit Beginn der 1960er Jahre wurde jedoch wieder eine deutliche Bevölkerungszunahme verzeichnet.

## Sehenswürdigkeiten
Die Pfarrkirche Saint-Ferréol in Saint-Ferréol wurde im 19. Jahrhundert im sardischen Baustil errichtet. Im alten Ortskern sind zahlreiche Häuser im typischen savoyischen Baustil erhalten. Sehenswert sind weiterhin das große Schaufelrad im Dorf, das mit seiner Wasserkraft einst eine Sägerei mit Energie belieferte, und die Kapelle Notre-Dame-de-Grâce im Weiler Nantbellet.

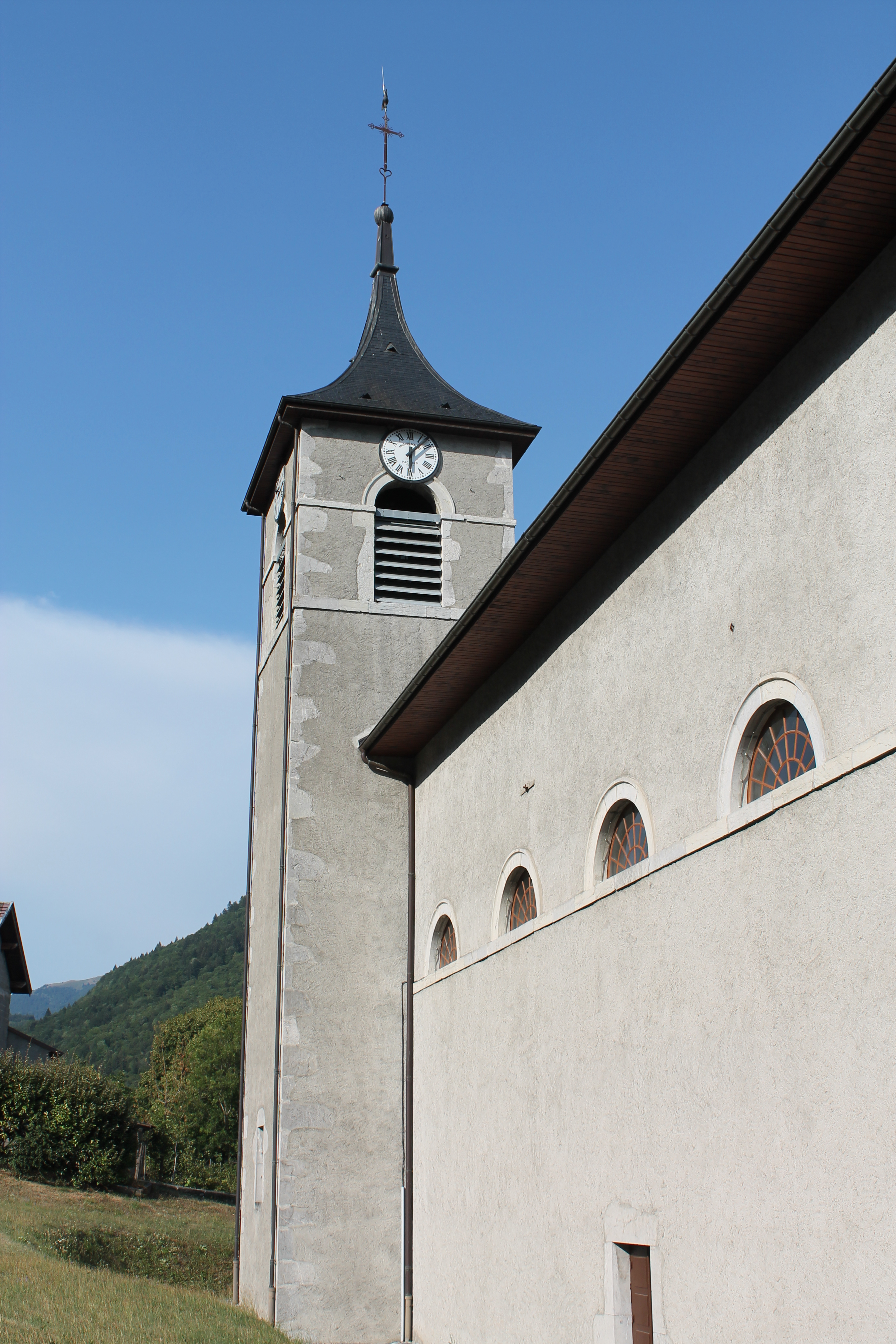
Kirche Saint-Ferréol
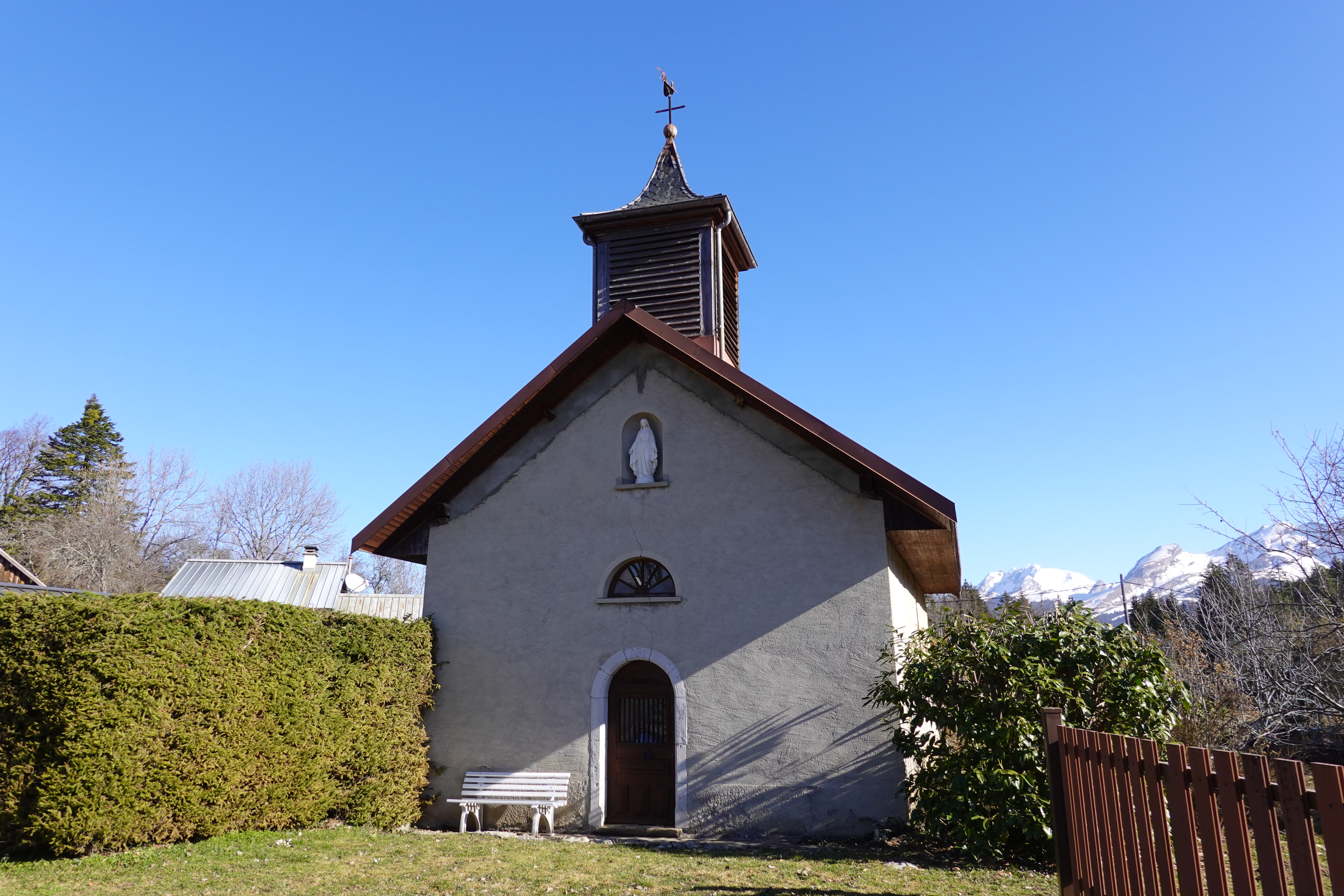
Kapelle Notre-Dame-de-Grâce im Weiler Nantbellet
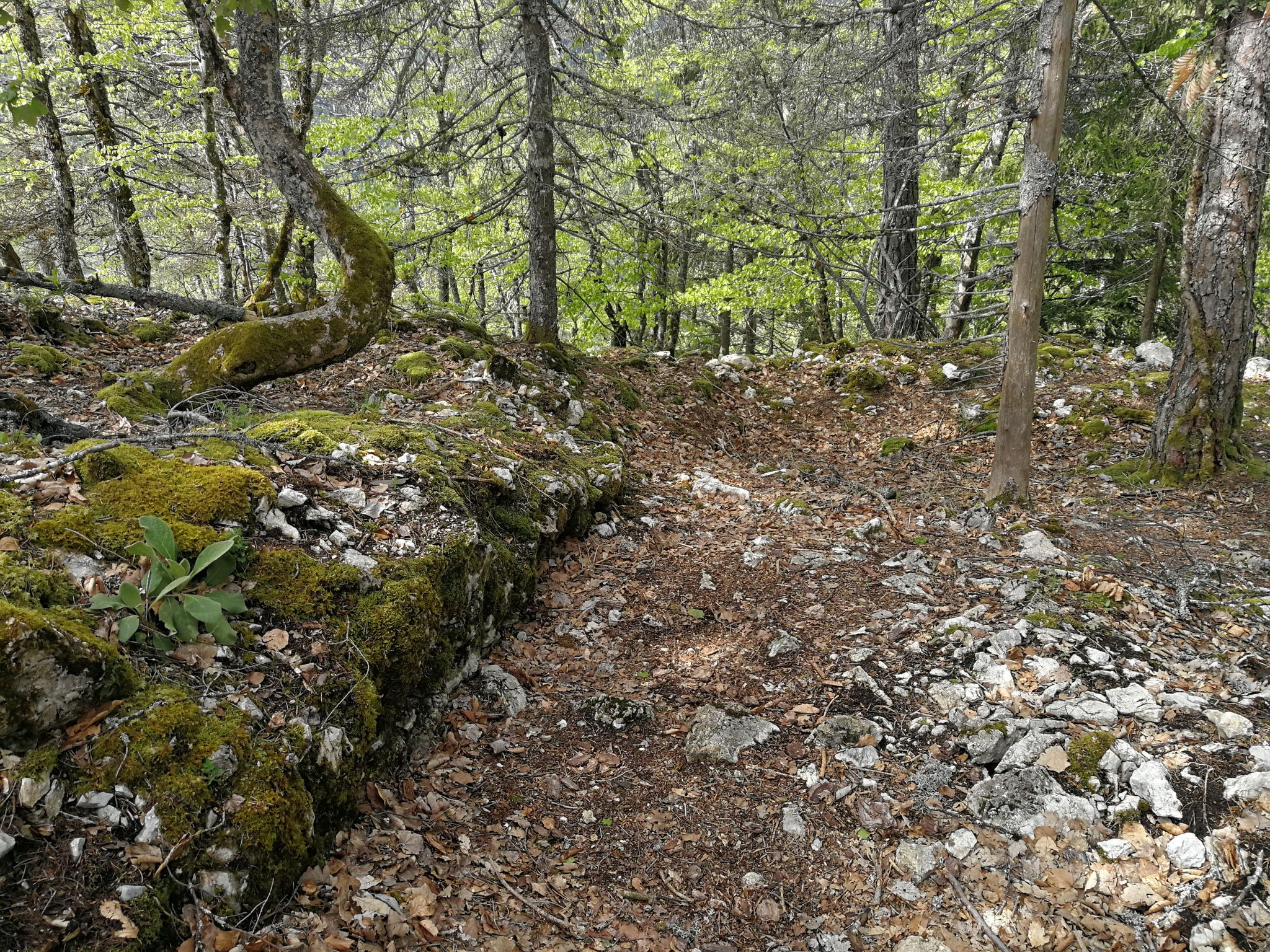
Fundamentreste der Burg Montaigu
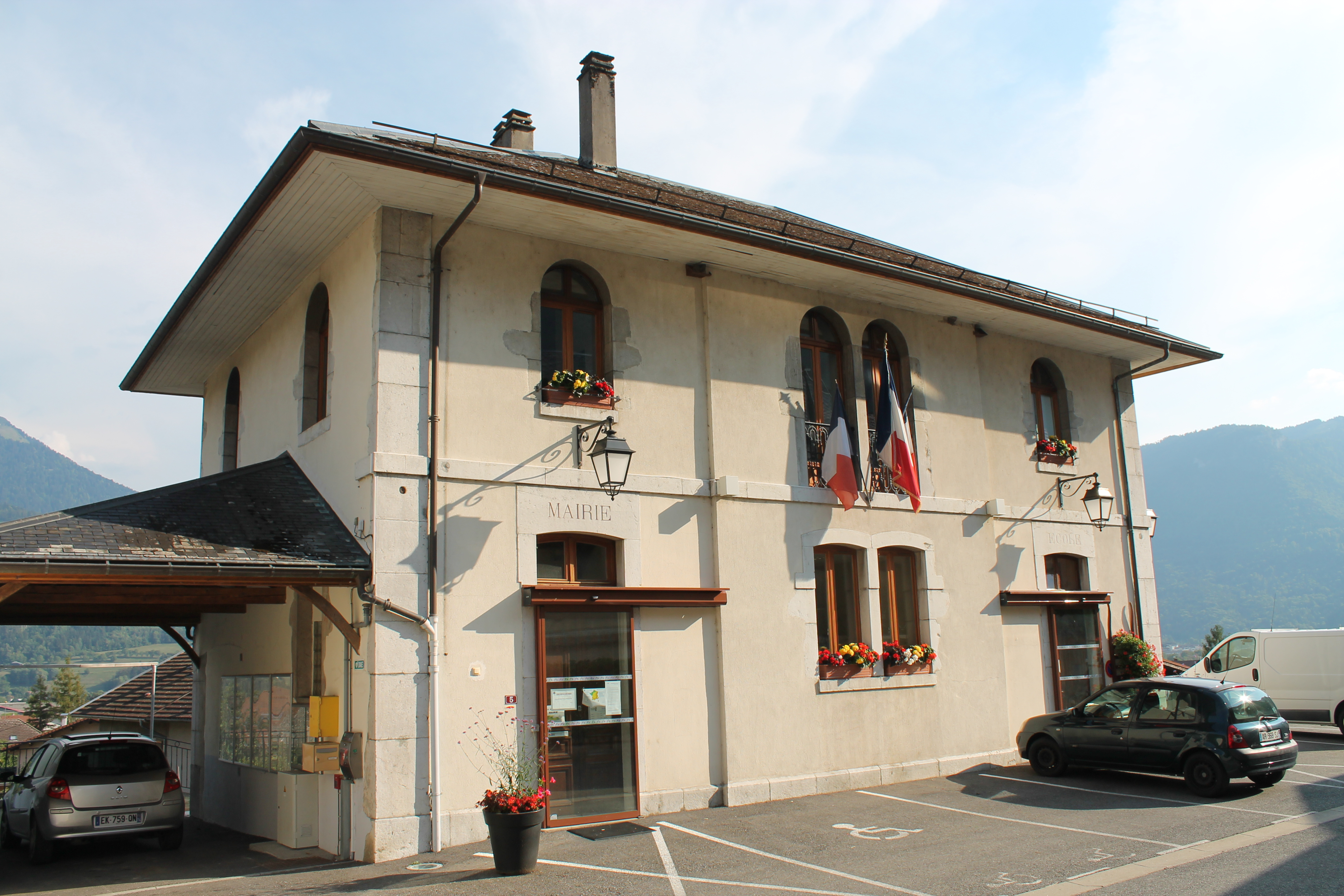
Rathaus

## Wirtschaft und Infrastruktur
Saint-Ferréol war bis weit ins 20. Jahrhundert hinein ein vorwiegend durch die Landwirtschaft geprägtes Dorf. Heute gibt es verschiedene Betriebe des Klein- und Mittelgewerbes, darunter zwei Sägereien. Viele Erwerbstätige sind Wegpendler, die in den größeren Ortschaften der Umgebung ihrer Arbeit nachgehen.
Die Ortschaft ist verkehrsmäßig recht gut erschlossen. Sie liegt nahe der Hauptstraße N508 (Annecy-Albertville) an einer Departementsstraße, die von Faverges über den Col du Marais nach Thônes führt. Der nächste Anschluss an die Autobahn A430 befindet sich in einer Entfernung von rund 20 km.